# 요괴 일기
요괴 일기(オバケ日記)란 학교괴담 (애니메이션)에 등장하는 가상의 아이템이다. 「요괴 일기(おばけ日記)」라고 표기되는 경우도 있다 .
주인공의 나해미(미야노시타 사츠키)가 요괴의 정체, 능력, 행동, 영면의 주문, 방법 등을 조사할 때 사용한다. 이것은 28년 전 초등학교 5학년 시절의 나해미의 어머니인 윤희숙(카야코)이 작성한 것으로, 아마노카와 초등학교(天の川小学校) 구교사의 교장실의 역대 교장의 사진의 액자의 뒤에 숨겨져 있었다.

## 애니메이션에 등장하는 요괴
- 아마노자쿠
- 화장실의 하나코 씨
- 인면견
- 니노미야 긴지로 동상
- 가위귀신
- 인체모형
- 빨간 휴지 파란 휴지 - 최종화에서 영면이 깨짐
- 여우계단 (くたべ)
- 피아노 귀신 - 최종화에서 영면이 깨짐
- 달리귀 (だっと) - 최종화에서 영면이 깨짐
- 가라 귀신 - 최종화에서 영면이 깨짐
- 판박이 귀신 (うつしみ) - 최종화에서 영면이 깨짐
- 삼도천 할멈
- 괴물 토끼 하양 발 (シロタビ) - 최종화에서 영면이 깨짐
- 동굴 귀신 (穴まねき)
- 택시 운전사의 원령 (タクシーの運転手の霊)
- 메리
- 저주의 간호사 (呪いの看護婦)
- 다빈치 - 최종화에서 영면이 깨짐
- 건널목의 지박령 (しづ子)
- 어둠의 눈(마츠다 시노부(松田しのぶ) - 노현아) - 최종화에서 영면이 깨짐
- 지박신 터마 (소마, 巣魔)
- 요괴 단지에 있던 남성 (オバケ団地にいた男性)
- 요괴 단지에 있던 노인 (オバケ団地にいた老人)
- 요괴 단지에 있던 여성 (オバケ団地にいた女性)
- 설녀 유설희 (시로가네 유키(白金ゆき) - (血染め湖の亡霊))
- 소리 귀신 (방송실의 아카네, 放送室の茜さん)
- 대요마 (오우마, 逢魔) - 최종 보스
- 목 없는 말 (목 없는 라이더)
- 빨간 마스크 (입이 찢어진 여자, 口裂け女) - 미방영)

## 능력이나 영면시키는 주문, 방법이 적혀 있는 요괴
- 아마노자쿠 【새로운 영면 장소를 정하지 않고 영면시켰기 때문에 고양이 카야에게 빙의】
- 화장실의 하나코씨 【능력만】
- 빨간 휴지 파란 휴지 【항아리를 우유병으로 대용하고, 물 대신 사츠키의 눈물로 영면함】
- 여우계단
- 니노미야 긴지로 동상
- 가위 귀신
- 인면견
- 달리귀 【주문, 영면 방법 없음】
- 가라 귀신 【택지 개발로 인한 악령 봉인의 결계가 파괴되어 있었기에 영면 불가】
- 판박이 귀신 【구교사의 큰 거울과 윤희숙의 유품인 콤팩트로 맞거울 결계를 만들어 영면함】
- 삼도천 할멈 【생환 방법만 있고 영면 방법 없음】
- 동굴 귀신 【어머니 영면 실패】
- 저주의 간호사
- 다빈치 【과거의 어머니 힘을 빌림】
- 어둠의 눈(마츠다 시노부) 【빨간 끈을 립스틱으로 대용하고, 태양광은 카메라 플래시로 대용】
- 지박신 터마 【임시 방편으로 내버려 두면 새롭게 만들어짐】
- 소리 귀신
- 대요마 【사츠키 일행은 영력이 없었기 때문에 어머니의 힘을 빌림】
- 목 없는 말(목 없는 라이더) 【일시 영면되었으나 영의 힘이 너무 강했기에 실패】

※ 인면견이나 가위 귀신 등의 요괴 일기 페이지는 제3화에서 요괴 일기 페이지가 넘어가는 장면에 잠시 동안만 등장한다. 또한 제2화에서는 알 수 없었던 빨간 휴지 파란 휴지의 요괴 일기 그림도 이때 판명되었다.

## 능력·행동·영면 방법 등
- 아마노자쿠
  - 영면 방법: 마법진을 그리고 그 안에 불을 두고 「邪鬼邪鬼(쟈쿠쟈쿠) 잠들어라」라고 외운다. 그러나 사츠키 일행은 카야코와 달리 영면 장소를 정하지 않았기 때문에, 아마노자쿠는 카야 안에 봉인되는 형태가 되었다.
- 빨간 휴지 파란 휴지
  - 능력: 화장실에 들어가 있으면 빨간 휴지인지 파란 휴지인지 추궁해오는 요괴로, 빨간 휴지라고 대답하면 천장에서 피가 떨어져 새빨갛게 되고, 파란 휴지라고 대답하면 목이 졸려 새파래진다. 그 외의 색을 대답하면 저승으로 끌려가버려 두 번 다시 생환할 수 없다.
  - 영면 방법: 항아리나 병 등에 토리이 표시를 그리고, 부르는 물을 안에 넣어 「변소를 빌리겠습니다」라고 여러 번 외운다. 근처에 수도가 없었지만, 나해미의 눈에서 흘러내린 눈물이 마중물이 되었다.
- 여우계단
  - 능력: 계단의 4번째 단에서 말한 것을 현실로 만든다. 특히 연극 등의 이야기에는 과민하게 반응한다. 마지막에는 소원을 건 본인에게도 재앙을 가져온다.
  - 영면 방법: 계단 4번째 단에 부적이 붙어 있는 지장보살을 두고 「쿠타베 쿠타바레 저승으로 사라져라」라고 외운다.
- 피아노 귀신
  - 능력: 베토벤의 「엘리제를 위하여」를 4번 연주하고, 4번 들어버린 자를 죽음에 이르게 한다. 피아노뿐만 아니라 전화, 오르골, 라디오카세트나 TV 등, 소리가 나는 물건이라면 어디에서든 연주한다. 윤희숙 시대에는 존재하지 않았던 요괴.
  - 영면 방법: 메트로놈을 준비해 치고, 완전히 메트로놈에 맞아들어간 시점에서 진자(振子)를 멈춘다.
- 달리귀
  - 행동: 4시 44분 44초, 제4코스를 달리고 있는 사람의 발을 잘라낸다.
- 가라 귀신
  - 영면 방법: 「바바사레, 바바사레, 바바사레」라고 외운다. 그러나 결계가 파괴되어 있었기 때문에 이 방법으로는 바바사레를 영면시킬 수 없게 되어 있었다. 결국, 영면 방법은 사츠키 일행의 해석으로는 바바사레는 「무섭다고 생각하지 않으면 보이지 않는다」는 것이었다(영을 믿지 않는 어른이나 영에 익숙한 마리아에게는 보이지 않았기 때문).
- 판박이 귀
  - 영면 방법: 구교사의 큰 거울에 또 하나의 거울을 맞대어 맞거울 결계를 만든다. 결계는 윤희숙의 유품인 콤팩트에 그려져 있는 그림과 같은 모양을 하고 있다.
- 삼도천 할멈
  - 생환 방법: 부적을 들고 「돌아가고 싶다」고 염원한다. 인터넷 안에 있는 「황천넷」에서 생환하려면, 스캐너를 사용해 부적을 컴퓨터에 입력해 송신할 필요가 있다.
- 동굴 귀신
  - 능력: 터널에 다가간 사람을 끌어들여 그 사람의 정기(精気)를 죽을 때까지 계속 빨아들인다.
  - 영면 방법: 생에 대한 욕망이 너무 강하기에, 윤희숙도 영면 방법을 찾지 못했다. 자신의 묘비를 부수는 장면을 떠올리면 떨쳐내는 것도 할 수 있지만, 그것은 임시방편에 불과하다. 택시 운전사의 원령의 도움이 없었다면 사츠키 일행은 다시 끌려가 버릴 뻔했다.
- 다빈치
  - 영면 방법: 향 연기를 쐬고 주문을 외운다. 일기에 적혀 있는 주문의 문자가 닳아 있어서 읽을 수 없었지만, 28년 전의 어머니인 윤희숙과 협력해 영면시켰다. 주문은 「다빈치는 그림 속에서 미소 지어라」라고 외운다.
- 어둠의 눈
  - 마츠다 시노부에게 빙의해 버린 어둠의 눈이다. 본체는 입에서 나오는 눈알. 부적이라고 속여 피의 계약(본인의 존재를 지우는 주문)을 하게 하고, 그리고 최종적인 정식 계약으로 넘어간다. 그녀는 원래 인간이었지만, 이세계에서 어둠의 눈을 불러낸 것으로 인해 빙의되어 두 번 다시 원래대로 돌아갈 수 없게 되어버렸다.
  - 영면 방법: 빨간 끈으로 몸의 자유를 빼앗고 태양광을 쬔다. 빨간 끈은 립스틱 등으로도 대체 가능하며, 태양광도 카메라 플래시 정도로 충분하다. 나해미는 립스틱으로 대체했지만, 더 나아가 그것을 거울에 비춰 빨간 립스틱 선에 묶인 어둠의 눈의 모습을 보여주는 것으로도 효과가 있다.
- 지박신 터마
  - 행동: 지맥의 흐름을 끊은 건물에 살며, 자신으로부터 악령을 만들어 주변 사람을 유인해, 최종적으로는 모든 것을 삼키려고 한다.
  - 영면 방법: 매개체가 될 인형을 준비하고, 터마의 중심부를 향해 「지맥에 깃든 부정적인 힘이여, 대지의 정령을 대신하여, 땅으로의 귀환을 명한다. 터마, 봉인」이라고 외운다. 다만, 이 영면 방법은 일시적인 것에 불과하며, 지맥의 흐트러짐을 바로잡지 않는 한, 다시 새로운 터마가 나타나게 된다.
- 소리 귀신
  - 능력·행동: 방송실에서 하교 방송을 하고 있으면 소리 귀신의 목소리가 들려오며, 그 목소리를 들은 자는 일몰까지 죽게 된다. 영면이 패한 시점에서는 요력이 불완전하기 때문에, 그때만은 고열 정도로 끝난다.
  - 영면 방법: 소리 귀신은 4(죽음)라는 숫자를 싫어하기 때문에 여러 번 4라고 외우거나, 혹은 철금으로 방송을 강제 종료시키는 방법 중 하나를 취하면 된다.
- 대요마
  - 영면 방법: 영면 장소로 「종」을 준비하고, 횃불의 불로 둘러싸 자신의 영력 전부를 매개체로 「원념에 살아가는 악령이여, 잠들어라」라고 외운다.
- 목 없는 라이더
  - 능력: 목 없는 라이더가 죽은 기일에 목 없는 라이더를 본 인간의 목을 잃은 목 대신 빼앗아 간다.
  - 영면 방법: 물가에서 빛(나해미는 가로등으로 대체)을 향해 인형을 들고 주문 「이 목을 줄 테니 저승으로 돌아가라」라고 외운다. 일시적으로 영면에 성공했지만, 마지막에는 인형을 뚫고 나와 실패하고 만다. 윤희숙 시대에는 존재하지 않았던 요괴이며, 대신 목 없는 말의 망령의 영면 방법을 대용했다.
- 빨간 마스크
  - (미방영)

## 관련 항목
- 학교 괴담 (TV 애니메이션)